# Avenue Foch (Brazzaville)
Pour les articles homonymes, voir Avenue Foch.
L'avenue Foch est le vrai cœur commercial de la capitale politique de la république du Congo.

## Histoire
À l'emplacement actuel de l'Hôtel de ville de Brazzaville, se trouvait la première maison commune inaugurée en grande pompe en 1912 ; Brazzaville étant devenue une commune de plein exercice l’année précédente.
La bâtisse de style colonial à un seul niveau, présentait des escaliers et un parquet en planches. Cette ancienne bâtisse vestige de cette lointaine époque, subsiste derrière l'édifice actuel. C'est une case au bord du fleuve qui fut la première résidence officielle des maires de Brazzaville.
En contrebas de cette vieille case, sur la berge du fleuve Congo, se trouvait à la fin du XIXe siècle le port Léon, le petit port des religieux du vicariat apostolique du Haut-Congo fondé par Mgr Philippe Augouard. En effet, à cette époque le domaine de la Mission Catholique allait de la cathédrale du Sacré-Cœur jusqu’au fleuve.
Notons que l’avenue Foch est une des plus anciennes voies du Brazzaville moderne. Elle est imaginée dès 1888 par Mgr Augouard pour relier la cathédrale au port Léon sur le fleuve. En 1892, elle est déjà tracée entièrement et plantée peu après de manguiers aujourd’hui plus que centenaires.
Le 5 juin 2015, le conseil municipal et départemental de Brazzaville rebaptise cet axe principal en avenue Émile Biayenda (1927-1977), le premier et unique cardinal du pays.

## Localisation
L'avenue Foch est situé dans l'arrondissement 3 Poto-Poto dans le quartier de la Plaine. Elle part du rond-point Abbé Fulbert Youlou devant la mairie de Brazzavile jusqu'au croisement de l'avenue Paul Doumer sur 810 mètres, avant de se prolonger jusqu'à la cathédrale Sacré-Cœur et le palais épiscopal, en passant par le ministère des finances, le Programme des Nations unies pour le développement (PNUD) et l'Institut supérieur de gestion (ISG).

## Architecture
Jean-Yves Normand part pour Brazzaville en 1947, sous contrat avec le ministère des colonies, afin de réaliser le plan d’urbanisme de la ville. C'est là, qu'il rencontre Roger Erell avec qui il conçoit conjointement de nombreux édifices comme les arcades de l'avenue Foch.
Son plan directeur fut assez suivi à l’époque, conservant assez bien la délimitation des zones. Sa volonté étant de bien séparer les commerces, des industries et des habitats, tout en imposant quelques grands axes comme l’avenue Foch. Le charme du centre-ville de Brazzaville est en grande partie dû à l'esprit visionnaire de Normand.
Ses autres réalisations sont l’hôtel de ville, le palais de Justice, le stade Massamba Débat, l’église Notre-Dame-du-Rosaire, la basilique Saint-Pierre-Claver, et bien d’autres encore.
Les arcades de l'avenue Foch, la place de la mairie centrale construits entre 1949 et 1955, et l'hôtel de ville inauguré en 1963 constituent un ensemble architectural cohérent et particulièrement élégant conçus par l'architecte Jean-Yves Normand.
Les arcades, conçues en tandem avec Roger Erell, sont une perspective remarquable devant l'Hôtel de ville. Les commerces en rez-de-chaussée sont abrités des pluies tropicales par ces arcades. On trouve des appartements aux étages et quelques appartements luxueux sur les terrasses supérieures. Les piétons ne sont pas oubliés, puisque les arcades permettent la circulation des passants à l’abri de la pluie et de la chaleur.
L'avenue Foch est bordée d'arbres plus que centenaires, principalement des manguiers,.